# Френско-съветски пакт за взаимопомощ
Френско-съветският пакт за взаимопомощ (на френски: Traité franco-soviétique d'assistance mutuelle, на руски: Франко-советский пакт о взаимопомощи) е военен съюз между Франция и Съветския съюз, сключен на 2 май 1935 година.
Той е подписан в Париж от френския външен министър Пиер Лавал и съветския посланик Владимир Потьомкин. Насочен срещу нарастващата агресивност на Германия, пактът предвижда военна помощ между двете страни в случай на непредизвикано нападение, но тя е обвързана със съгласието на останалите страни по Договорите от Локарно. Макар да смекчава съветските позиции в полза на ревизия на Парижките договори, той става повод за германската ремилитаризация на Рейнската област и не е смятан за ефективно решение от самите участници в него. Пактът окончателно губи значението си след сключването на Германско-съветския пакт за ненападение от август 1939 година.